# 冬の湖
冬の湖(Lacus Hiemalis)は、Terra Niviumにある小さな月の海である。この湖の月面座標は、北緯15.0°、東経14.0°で、直径は50kmである。